# Huis Sonsbeek

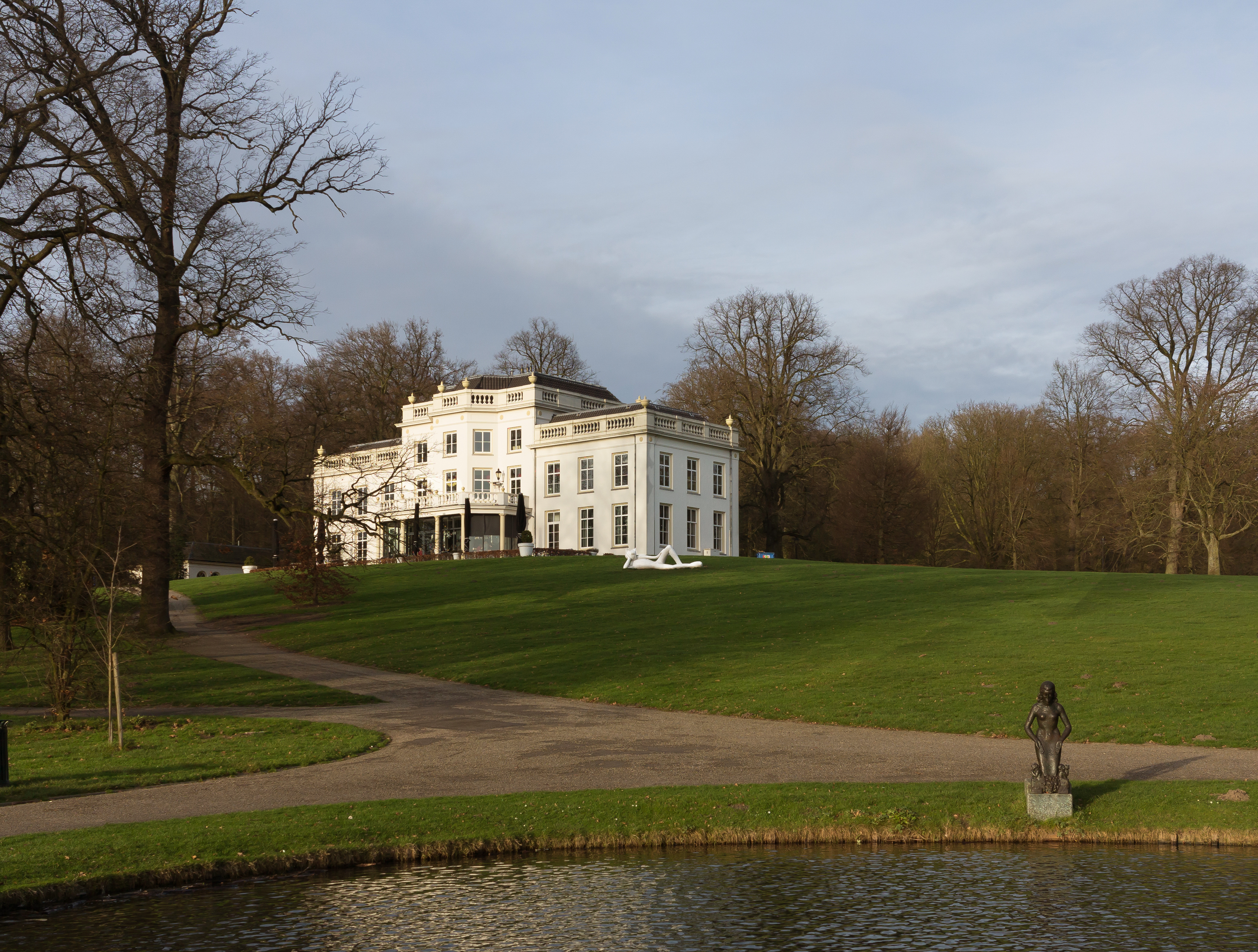
Huis Sonsbeek met twee sculpturen op de voorgrond

Huis Sonsbeek, van oorsprong uit 1744, is een landhuis in het Arnhemse Park Sonsbeek gelegen op een heuvel met uitzicht op de stad Arnhem.  Het middendeel werd gebouwd voor de jong verweesde Adriana van Bayen (1723-1755?) naar ontwerp van de Arnhemse architect Anthony Viervant en vermoedelijk op het eind van de achttiende eeuw door diens zoon Roelof Roelofs Viervant met de zijvleugels vergroot. Het gebouw, dat in het verleden diverse bestemmingen heeft gehad (o.a. vanaf 1900 als hotel-pension), wordt lokaal veelal "De Witte Villa" of "Stadsvilla Sonsbeek" genoemd vanwege de witte façade, die vroeger overigens ook andere kleuren had.
Sinds 1986 had het landhuis een meer museale functie en waren er regelmatig exposities. Van 1994 tot 2004 was Sonsbeek Art&Design erin gevestigd. Nadien een brasserie, restaurant en wijnlokaal. Anno 2017 zijn er een grand café en verschillende zalen gevestigd.
In 1987 werd een smalle gracht om de Villa aan drie zijden aangelegd, die ruim tien jaar later weer werd gedempt voor de bouw van een zitterras. 
De Gemeente Arnhem heeft Huis Sonsbeek aangewezen als officiële trouwlocatie.